# بلوتو (باباي)
بلوتو (بالإنجليزية: Bluto)‏ المعروف أيضا باسم بروتوس (بالإنجليزية: Brutus)‏، هو شخصية كرتونية صممها إلزي سيغار عام 1932.